# This Is Love
"This Is Love" é uma canção do cantor will.i.am, gravada para o seu quarto álbum de estúdio #willpower. Conta com a participação da cantora holandesa Eva Simons, que também ajudou na sua composição em conjunto com o produtor Steve Angello. Sebastian Ingrosso, Max Martin e Mike Hamilton auxiliaram na escrita da faixa lançada a 1 de Junho de 2012 na iTunes Store. 

## Desempenho nas tabelas musicais

### Posições
| Tabela musical (2012)                 | Melhor posição |
| ------------------------------------- | -------------- |
| Austrália - ARIA Charts               | 7              |
| Canadá - Canadian Hot 100             | 98             |
| Escócia - Scottish Singles Chart      | 1              |
| Eslováquia - IFPI Slovenská Republika | 25             |
| Irlanda - IRMA                        | 2              |
| Nova Zelândia - RIANZ                 | 10             |
| Reino Unido - UK Singles Chart        | 1              |

## Histórico de lançamento
| País           | Data                | Formato          | Editora discográfica |
| -------------- | ------------------- | ---------------- | -------------------- |
| Reino Unido    | 14 de Maio de 2012  | Rádio mainstream | Interscope           |
| Austrália      | 1 de Junho de 2012  | Descarga digital | Interscope           |
| Brasil         | 1 de Junho de 2012  | Descarga digital | Interscope           |
| Nova Zelândia  | 1 de Junho de 2012  | Descarga digital | Interscope           |
| Portugal       | 1 de Junho de 2012  | Descarga digital | Interscope           |
| Suécia         | 1 de Junho de 2012  | Descarga digital | Interscope           |
| Estados Unidos | 18 de Junho de 2012 | Rádio mainstream | Interscope           |
| Irlanda        | 24 de Junho de 2012 | Descarga digital | Interscope           |
| Reino Unido    | 24 de Junho de 2012 | Descarga digital | Interscope           |
| Estados Unidos | 3 de Julho de 2012  | Descarga digital | Interscope           |